# إدوين جيمس (لاعب كرة قدم)
إدوين جيمس (بالإنجليزية: Edwin James)‏ هو لاعب كرة قدم ومدرب كرة قدم بريطاني، (ولد في ويلز في المملكة المتحدة 1869  م).